# Skok (gimnastyka)

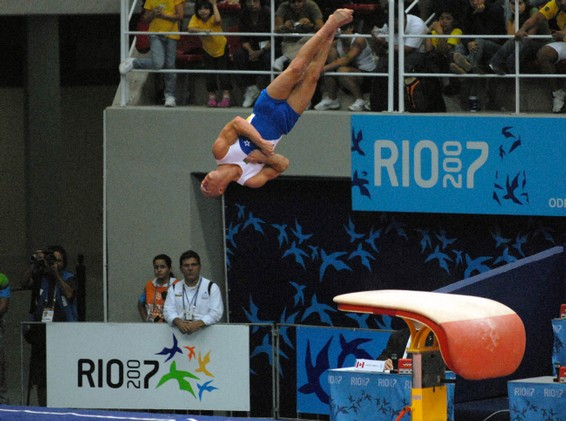
Diego Hypólito wykonujący skok jurczenko z dwiema śrubami. Na pierwszym planie widoczny stół gimnastyczny

Skok przez stół gimnastyczny, nazywany też skokiem przez konia – jedna z konkurencji w gimnastyce sportowej, polegająca na przeskoczeniu stołu gimnastycznego (po odbiciu się od niego) z zaprezentowaniem w locie elementów gimnastycznych. Wykonanie skoku składa się z:
- rozbiegu na torze przed stołem;
- naskoku (rękami) na stół i odbicia się od niego;
- kombinacji wybranych elementów gimnastycznych pokazanej w powietrzu;
- lądowania (na nogach) na ograniczonym liniami torze za stołem.

Skok jest jednym z dwóch ćwiczeń gimnastycznych obok ćwiczeń wolnych, które wykonują zarówno kobiety, jak i mężczyźni.
Jednym z czołowych polskich i światowych zawodników w skoku jest Leszek Blanik, który zdobył w tej konkurencji szereg medali, w tym 2 olimpijskie: brązowy w 2000 r. (Sydney) i złoty w 2008 r. (Pekin), 3 mistrzostw świata: srebrne w latach 2002 (Debreczyn) i 2005 (Melbourne) oraz złoty w 2007 r. (Stuttgart) i 3 mistrzostw Europy: srebrny w 1998 r. (Petersburg), brązowy w 2004 r. (Lublana) i złoty w 2008 r. (Lozanna).
Leszek Blanik jest także pierwszym i, jak dotąd, jedynym polskim gimnastykiem sportowym, którego nazwisko dało miano skokowi, co stało się dzięki temu, że jako pierwszy na świecie wykonał go poprawnie. Zarejestrowany przez Międzynarodową Federację Gimnastyczną pod numerem 332, blanik składa się z przerzutu w przód połączonego z dwoma i połową salta w pozycji łamanej po odbiciu od stołu z ramion.